# Xystrocera conradti
Xystrocera conradti es una especie de escarabajo longicornio del género Xystrocera, categorizada en la tribu Xystrocerini, de la subfamilia Cerambycinae. Fue descrita por Breuning en 1957.

## Descripción
Mide 13-21 mm de longitud.

## Distribución
Se distribuye por Costa de Marfil y Togo.